# Stephanorrhina guttata
Espèce
Stephanorrhina guttata est une espèce de scarabées africains du genre Stephanorrhina appartenant à la sous-famille des Cetoniinae et à la tribu des Goliathini. Cette espèce a été étudiée en 1789 par l'entomologiste français, Guillaume-Antoine Olivier.

## Description

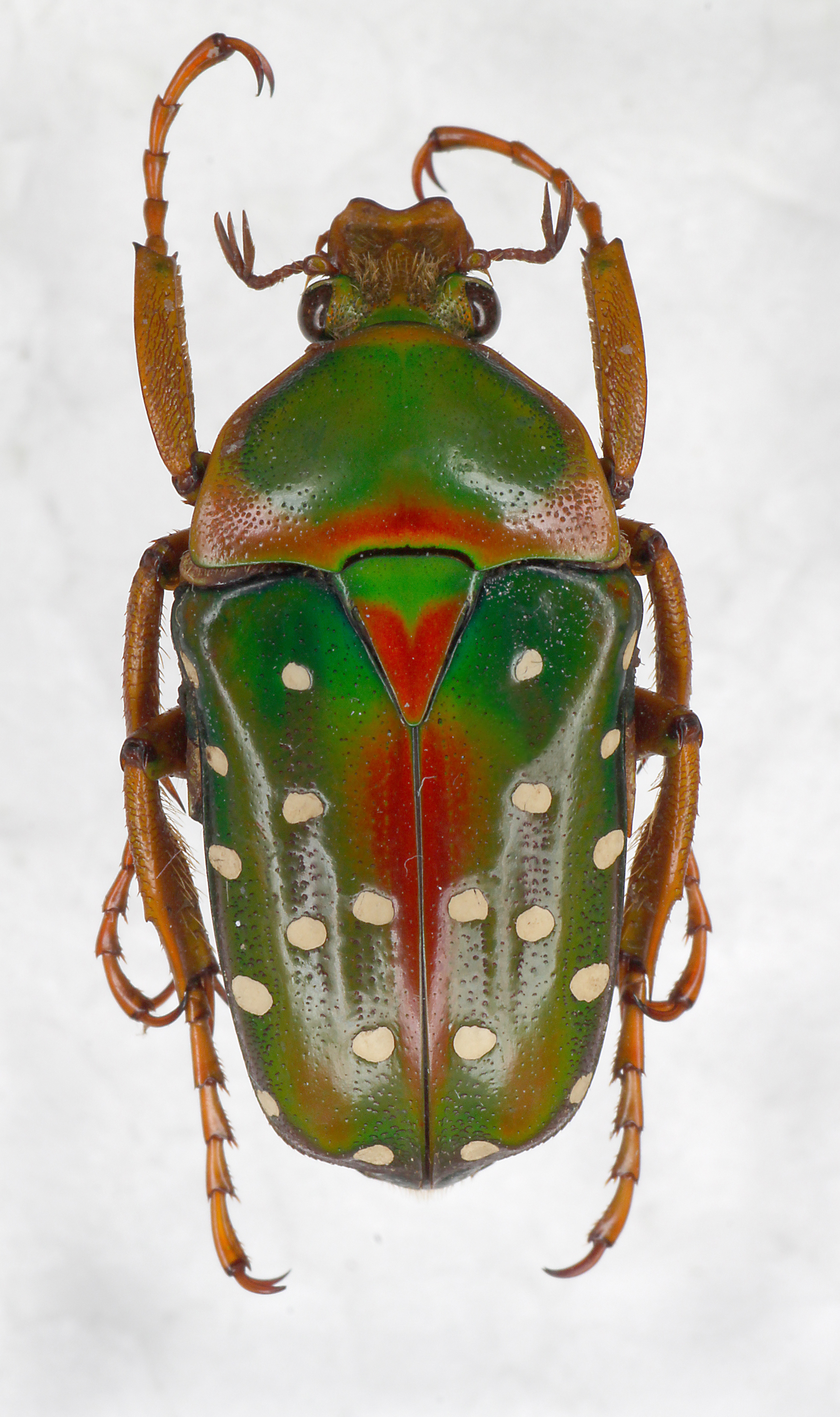
Stephanorrhina guttata.

Stephanorrhina guttata peut atteindre environ 25 mm de longueur. Il est d'une couleur vert métallique et d'aspect très brillant avec une zone rouge verticale au milieu et des taches blanches sur les élytres.

## Distribution
On trouve cette espèce au Cameroun et au Nigeria.

## Sous-espèces
- Stephanorrhina guttata aschantica Schürhoff, 1942
- Stephanorrhina guttata colini Schürhoff, 1942
- Stephanorrhina guttata insularis Allard, 1989
- Stephanorrhina guttata meridionalis Allard, 1991
- Stephanorrhina guttata uelensis Allard, 1991